# Quechan

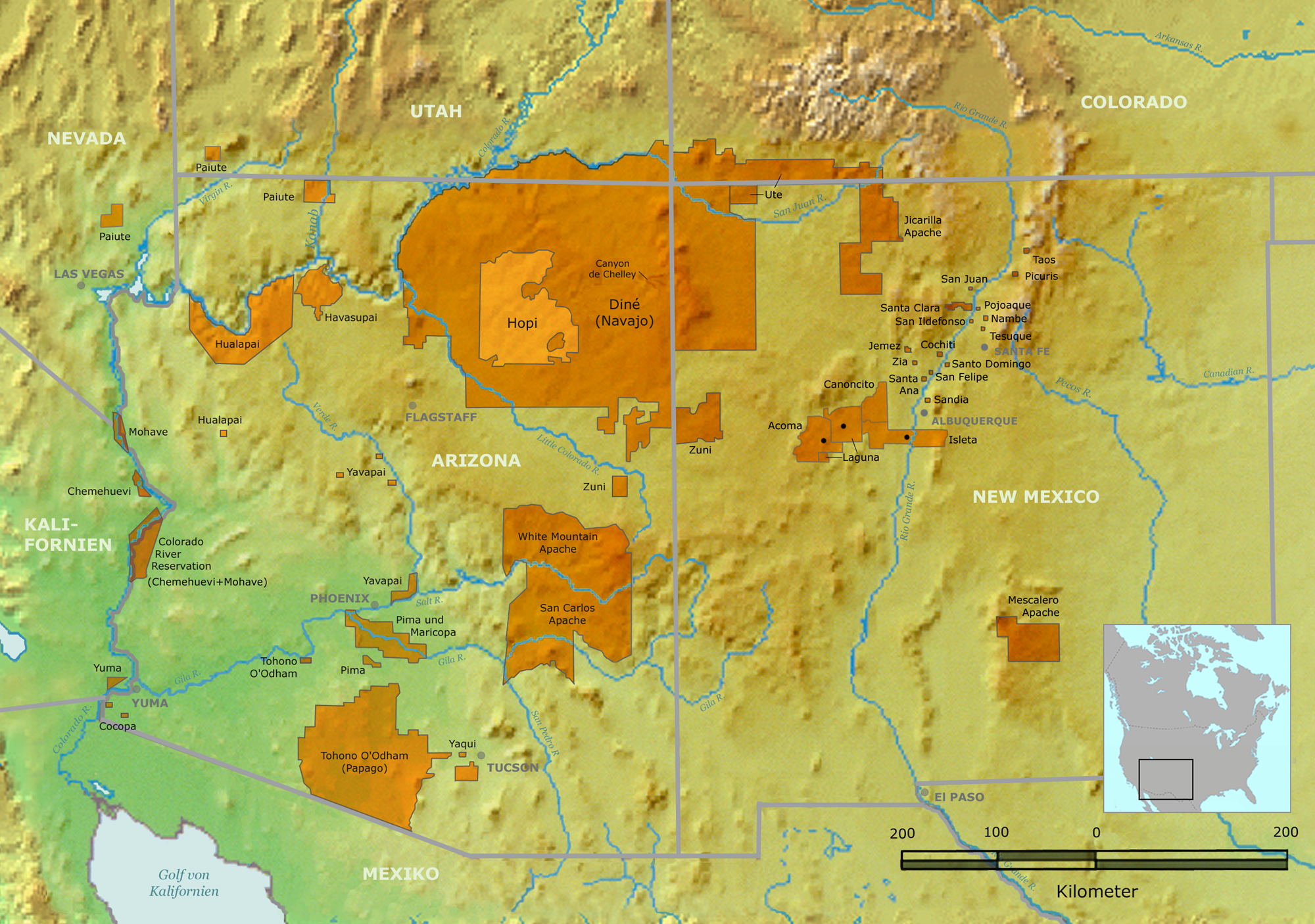
Reservate der Quechan (Yuma) und benachbarter Stämme im Südwesten der Vereinigten Staaten

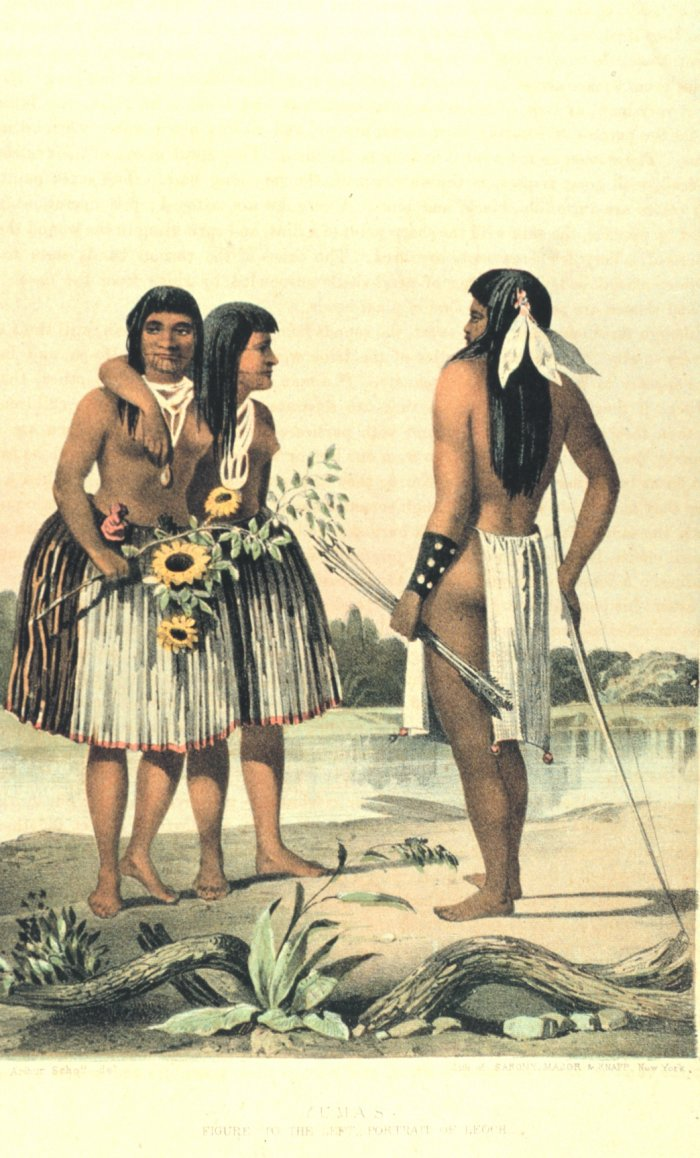
Quechan. Aus: United States and Mexican Boundary Survey, Bericht von William H. Emory, Washington 1857, Band I.

Die Quechan bzw. korrekter Kwtsan / Kwatsáan (engl. Aussprache: „Kwuh-tsan“), veraltet oft Yuma genannt, sind einer der militärisch mächtigsten Volksstamm der indigenen Fluss-Yuma, deren Gruppen in der Mojave-Wüste und Sonora-Wüste am unteren Colorado und mittleren Gila River im Südwesten der Vereinigten Staaten sowie im Nordosten von Niederkalifornien und im Nordwesten von Sonora in Mexiko lebten und somit zum Kulturareal des Südwestens zählen.
Heute bilden sie mit ca. 3.200 Stammesmitgliedern den auf Bundesebene anerkannten Fort Yuma Quechan Tribe mit der beiderseits des Colorado Rivers an der Grenze zwischen Arizona und Kalifornien liegenden etwa 176 km² großen Fort Yuma Indian Reservation und dem Verwaltungssitz Yuma im gleichnamigen County in Arizona.

## Stammesbezeichnung und Identität
Zu den Hauptgruppen der sog. „Fluss-Yuma“ gehörten von Norden nach Süden die Mohave (Pipa Aha Makav), Quechan (Kwtsaan), Cocopa (Xawiƚƚ kwñchawaay), Kahwan/Kohuana (Kaxwaan) und Halyikwamai (Xalykawaam) (entlang des Colorado Rivers) sowie die Halchidhoma (Xalychidom Piipaash), Kavelchadom (Kavelchadom Piipaash), Opa (Piipaa Nyaa), und Maricopa (Piipaash) (entlang des mittleren Gila River sowie des Salt River; später schlossen sich diesen auch die Kahwan (Kohuana) und Halyikwamai an).
Laut ihren Überlieferungen schuf der Kulturheros Kwikumat alle Yuma-sprachigen Stämme, die alle vom heiligen Berg Spirit Mountain (Avíi Kwamée bzw. Avi Kwa' Ame – „höchster Berg“), nahe Laughlin, Nevada auf die Erde herabstiegen und sich in ihren jeweiligen Stammesgebieten niederließen – nur die Quechan benutzten zum Abstieg einen speziellen, anderen Weg, Xam Kwatcán („auf eine andere Art, einen anderen Weg herabsteigen“) genannt. Auf Grund dieser Tatsache nannten sie sich Kwtsan / Kwatsáan („Diejenigen, die [auf eine Art] herabgestiegen sind“); oft nannten sie sich jedoch auch einfach Piipáa, Piipaa („Person“) bzw. Piipáats („Volk“, „die Menschen“).
Die Etymologie der bis vor kurzem meist gebräuchlichen Stammes- sowie Sprachbezeichnung als Yuma ist umstritten, höchstwahrscheinlich leitet sie sich aus der Sprache der feindlichen Pima ab und bedeutet in etwa „Wurmesser“ – da die Quechan militärisch neben den Mohave der mächtigste Yuma-sprachige Stamm waren, wurden alle Yuma-sprachigen Völker zusammenfassend ebenfalls als „Yuma“ bezeichnet.

## Sprache
Ihre Sprache, das Quechan oder Kwtsaan (Kwatsáan Iiyáa) („Sprache Derjenigen, die [auf eine Art] herabgestiegen sind“; auch bekannt als „Yuma“), zählt zusammen mit der Sprache der Mohave und den Maricopa-Sprachen der Maricopa, Halchidhoma und Kaveltcadom, zur Fluss-Yuma-Untergruppe der Yuma-Sprachen der Cochimí-Yuma-Sprachfamilie, die oftmals zu den Hoka-Sprachen gezählt wird.

## Wohngebiet
Sie lebten in der insbesondere in der nach ihnen benannten Yuma-Wüste, einem Teil der Sonora-Wüste im Südosten Kaliforniens und Südwesten Arizonas im Colorado River Valley in der Gegend, wo der Gila River in den Unterlauf des Colorado River mündet; ihre Nachbarn waren im äußersten Nordwesten die Cahuilla (Ivilyuqaletem), flussaufwärts die Halchidhoma (Xalychidom Piipaash) und Mohave (Pipa Aha Makav) im Norden und flussabwärts die „Cocopa“-sprachigen Cocopa (Xawiƚƚ kwñchawaay), Kahwan/Kohuana (Kaxwaan) und Halyikwamai (Xalykawaam) im Südwesten sowie die „Maricopa“ (Piipaash)-sprachigen Kavelchadom (Kavelchadom Piipaash), Opa (Piipaa Nyaa) und Maricopa (Piipaash) im Südosten. Direkt im Westen lebten zudem die Kumeyaay (Tipai-Ipai). Das grüne Tal des unteren Colorado ist von einer trockenen Wüste umgeben und wurde früher, vor dem Bau der großen Staudämme, jährlich von Hochwasser überflutet und eine große Menge Schlamm abgelagert, war also fruchtbares Ackerland.

## Geschichte
Die frühesten Kontakte zu den Spaniern bestanden aus einem kurzen Besuch von Hernando de Alarcón, der 1540 den Colorado mit einem Schiff flussauf segelte. Pater Eusebio Francisco Kino wohnte 1698 in den Dörfern der Quechan auf seiner Reise nach Kalifornien.
Im Jahr 1779 schickten die Franziskaner (OFM) Pater Francicsco Garcés zusammen mit einer Militär-Eskorte zu den Quechan, um Missionsstationen zu errichten. Die Indianer hatten zugesichert, friedlich zu bleiben, wenn sie als Gleichberechtigte behandelt würden und widersetzten sich diesem Versuch, sie zu unterwerfen. Sie waren nicht bereit, ihr Land oder ihre Unabhängigkeit gegen zweifelhafte Wohltaten einer neuen Religion aufzugeben. Im Jahr 1781 zerstörten sie die Mission, die in der Nähe der heutigen Stadt Yuma lag, und töteten die Priester und einige Soldaten. Außer der Einführung von neuen Feldfrüchten hatte der Kontakt zu den Spaniern keinerlei Einfluss auf die Kultur der Quechan.
Die Entdeckung von Gold in Kalifornien hatte zur Folge, dass Tausende von Goldsuchern auf ihrem Weg nach Kalifornien das Land der Quechan überschwemmten. Die Migranten stahlen Feldfrüchte aus den Gärten der Indianer, während die Quechan Güterzüge beraubten. Trotzdem blieb die Lage relativ friedlich. Einige findige Quechan bauten sogar eine Fähre über den Colorado und stellten den Weißen einen Fährdienst zur Verfügung. Schon vor der Ankunft der Spanier war ihr Wohngebiet am Colorado ein strategischer Punkt. Der Fluss ist hier relativ schmal und gab den Quechan die Möglichkeit, den Handel zwischen dem Landesinneren und der Pazifik-Küste zu kontrollieren.
Jedem Versuch, auf ihrem Land zu siedeln, begegneten die Quechan mit Widerstand. Die ersten Probleme gab es, als die Amerikaner eine Fähre in Konkurrenz zu den Indianern bauen wollten. Um 1850 forderten die Amerikaner Schutz von den Quechan, als ein militärischer Außenposten in Camp Yuma errichtet wurde. Die kleine Abteilung beschränkte die Feindseligkeiten auf ein Mindestmaß, versagte aber dabei, die Weißen an der Besetzung von Indianerland zu hindern.
Bald brachen Feindseligkeiten aus und 1852 wurden die Quechan von der Armee unterworfen. Das geschah weniger durch Kriegshandlungen, sondern mehr durch Zerstörung der indianischen Felder und Siedlungen. 1884 wurde ein Reservat eingerichtet, das größtenteils aus trockenem und für die Landwirtschaft ungeeignetem Boden bestand.

## Lebensweise und Kultur
In früherer Zeit lebten die Quechan im Herbst, Winter und Frühling in sechs Siedlungen oder Rancherias, die auf dem höheren Ufer lagen und somit vom Hochwasser nicht erreicht werden konnte. Nachdem das letzte Hochwasser im Frühling abgeflossen war, schwärmten die Familien aus, um Mais, Bohnen, Squash und Getreide in den Rissen des trocknenden Schlamms zu pflanzen oder zu säen. Wilde Pflanzen, besonders Mesquite-Bohnen, und Fisch ergänzten ihren Nahrungsbedarf.
Rechteckige, offene, mit Erde bedeckte Bauten dienten als Sommerhäuser; im Winter lebten die Menschen in halbunterirdischen, mit Sand bedeckten Häusern. Zu den weiteren Bauten gehören Windschirme und aus Zweigen geflochtene Getreidespeicher.
Jede Rancheria hatte ihren eigenen Führer und bestand aus mehreren hundert Personen. 1774 schätzten die Spanier, dass in der größten Siedlung Xuksil bis zu 800 Quechan lebten. Für größere Kriegszüge und für Ernte- und Trauer-Rituale versammelten sich die Bewohner aller Rancherias. Jeder gehörte außerdem zu einem patrilinearen Klan, die Bezeichnungen wie Mais, Schlange oder Frosch trugen. Männer konnten keine Frau aus ihrem eigenen Klan heiraten. Die meisten Quechan kennen auch heute noch ihre Klan-Zugehörigkeit, obwohl sich viele nicht mehr darum kümmern.
Die Quechan glaubten (und glauben noch heute) an eine besondere persönliche Kraft, die durch Träume entsteht. Die Stärke im Krieg und die Bedeutung der Trauer waren gemeinsame Themen bei der Trauer-Zeremonie, Karuk genannt, die ein Scheingefecht und die Verbrennung von Bildnissen gestorbener Angehöriger beinhaltete. Diese Zeremonie wird heute nur noch selten abgehalten. Die Quechan bemühen sich aktuell darum, dass ihr rituelles Wissen nicht unwiederbringlich verloren geht.

## Demografie
Garcés schätzte 1776 die Bevölkerungszahl auf 3.000 Quechan. Eine Schätzung von M. Leroux aus dem frühen 19. Jahrhundert ergibt ebenfalls 3.000 Angehörige, während das United States Indian Office für das Jahr 1910 nur 655 angibt, für 1929 insgesamt 826 und für 1937 848 Quechan. Die Zahlen von heute belaufen sich auf 2.182 Stammesangehörige.